# Gymnothorax ypsilon
'Gymnothorax ypsilon' es una especie de peces de la familia de los morénidas en el orden de los Anguilliformes.

## Morfología
Los machos pueden llegar a alcanzar los 89 cm de longitud total.

## Distribución geográfica
Se encuentra al sur del Japón y las Hawaii.